# 金河廣場
金河廣場（英語：Sungei Wang Plaza）開業於1977年，是馬來西亞吉隆坡武吉免登一帶歷史最悠久的購物中心，佔地120萬平方呎，擁有800多間零售店面，在21世纪前是当地青少年的主要聚集地。

## 前身
在20世紀初至中期，金河廣場的所在地為中華遊藝場。當時的中華遊藝場的入門票是每人兩角半，場內擁有許多娛樂設備，包括中華舞廳、大歌廳，以及專門放映二輪片的中山戲院和京都戲院。中華遊藝場的舞台每晚呈現不同的歌唱、粵劇、諧劇及艷舞等節目，在場內還有兩家以粵菜馳名的酒家，分別是樂園酒家和麥二酒家，不少人在此舉辦婚宴和宴客。當時吉隆坡市民的娛樂選擇不多，加上遊藝場的入門票廉宜，可以欣賞各類精彩的演出，吸引不少的市民前來。在60年代，隨著電影院的盛行，現場的登台表演逐漸不受落，使的中華遊藝場的入場人數逐漸減少，造成其在1970年代停業和拆除，並興建成現今的金河廣場。

## 蓬勃發展時期
金河廣場落成後，諾大的面積加上各種商品及娛樂都聚集在同一屋簷下，售賣的商品從流行服飾、美髮、電子產品、書籍、到百貨，加上包含電影院及溜冰場，各式衣食住行等設備包羅萬有，對於購物中心仍不是很盛行的70年代，金河廣場很快地就成為當時吉隆坡最時髦之地，商場內長期都人流如織。
進入80年代至90年代，雖然許多的購物中心如雨後春筍般，在吉隆坡各處林立，但無一能撼倒金河廣場的地位，這裡依舊是當地年輕人首選的聚集地，也是遊客前來吉隆坡必逛的購物中心。在邁入21世紀，市郊的現代化購物中心林立，但是對於資金有限的年輕人而言，平價的流行服裝依舊是這些客群的首選，加上在商場內的中庭，每逢週末都有不少的歌手和藝人在此舉辦活動，許多年輕人都會特地遠道而來會面自己心儀的偶像，加上2003年吉隆坡單軌的開通後，隔鄰的武吉免登站帶來不少的人流，因此這裡的人潮依舊不減。
除了長期舉辦各式的活動吸引人潮外，金河廣場也曾進行多次的硬體設備提升及重新規劃商場內的空間，如1999年在商場內推出販賣各式電子產品為主的硬體區、2002年將商場6樓的頂樓改建為集合流行服飾攤位、保齡球場和卡拉OK等娛樂場所的潮流特區，在近期該區又進行一次的整修，使得整個區域充斥香港街頭的感覺，並改稱為“6樓后座”。
金河廣場連續30年屹立不倒，一直都是吉隆坡人流量最高的購物中心，被不少的經濟學者稱為“奇蹟”，而不少市民都認為這一帶是風水寶地，金河廣場獲得財神爺的眷顧才能歷久不衰。

## 邁入沒落期
大型購物中心不停地開幕，吉隆坡人也大量遷至郊區，隨著年輕人的購買能力增加，大家更傾向於到臨近的郊區大型購物中心購買國際品牌的服飾。武吉免登商圈內，佔地面積更大的購物中心——成功時代廣場、柏威年廣場和華氏88廣場的陸續開幕和改裝，加上双加捷運工程的展開，金河廣場周圍因工程而導致破爛和壅塞的交通環境，造成年輕族群逐漸遠離金河廣場。自2009年起，金河廣場的生意額下降超過6成，不少業者因為生意額的滑落而撤出金河廣場，雖然商場的管理層在2013年11月，耗資3,000萬令吉為商場內部進行大規模的翻新計劃，重新粉刷天花板、建築結構和外觀、翻新廁所和電梯等候厅、更換手扶電梯及加強商場內的燈光照明，但依舊無法挽救人潮。在2014年10月，商場的業者與管理者展開對話，希望能改善目前的頹勢，這場對話會也引起不少媒體開始關注金河廣場的沒落。

## 啦啦文化
在1980、90年代期间習慣將盲目追求新潮的年輕男女主要被稱為「啦啦仔」和「啦啦妹」。由於金河廣場是吉隆坡主要販售潮流物品的集中地，亦有許多針對青少年的娛樂場所，因此逐漸成為許多啦啦仔和啦啦妹聚集及約會的場所，也是马来西亚「啦啦文化」的發源之處。

## 图片集

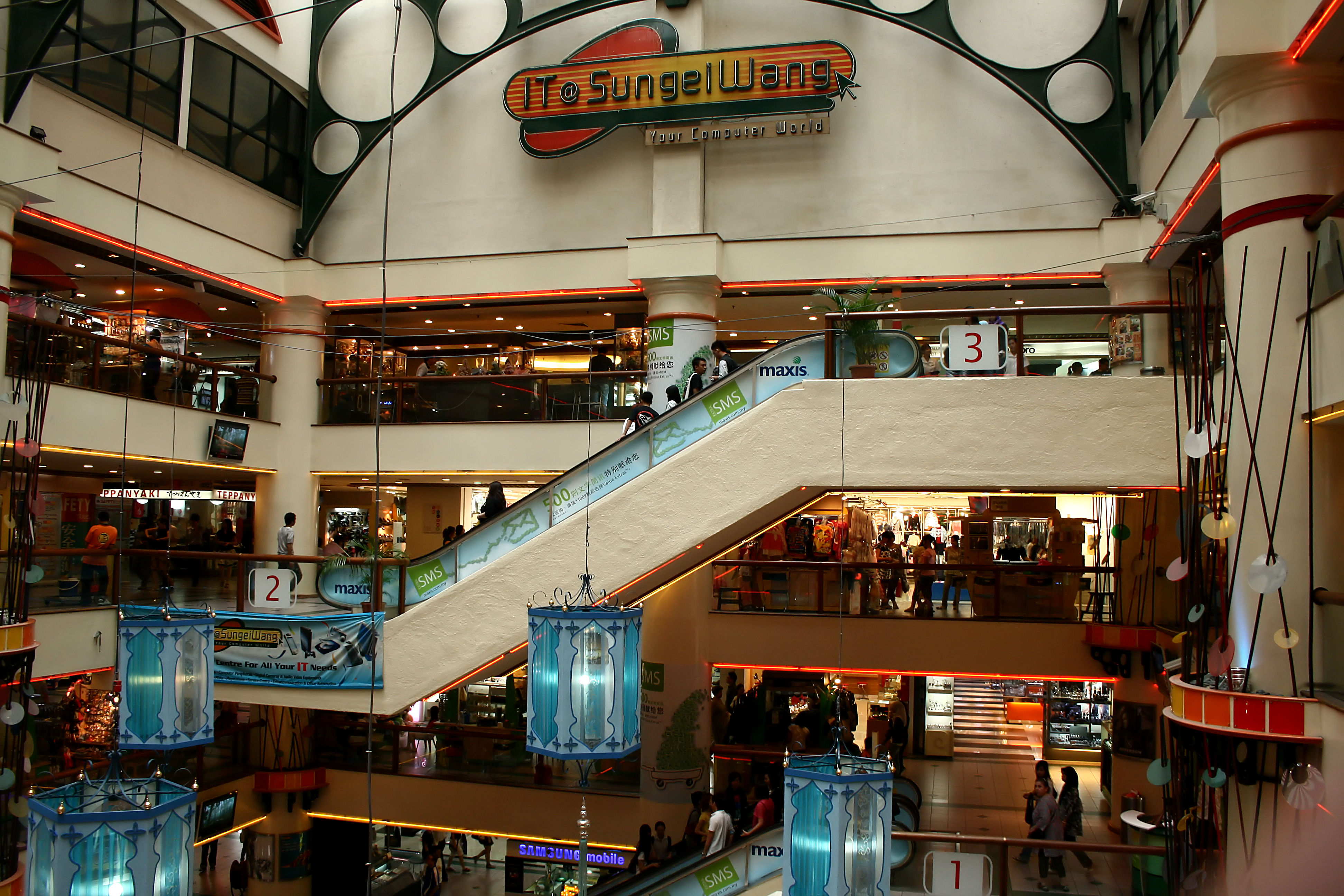
金河廣場的內觀
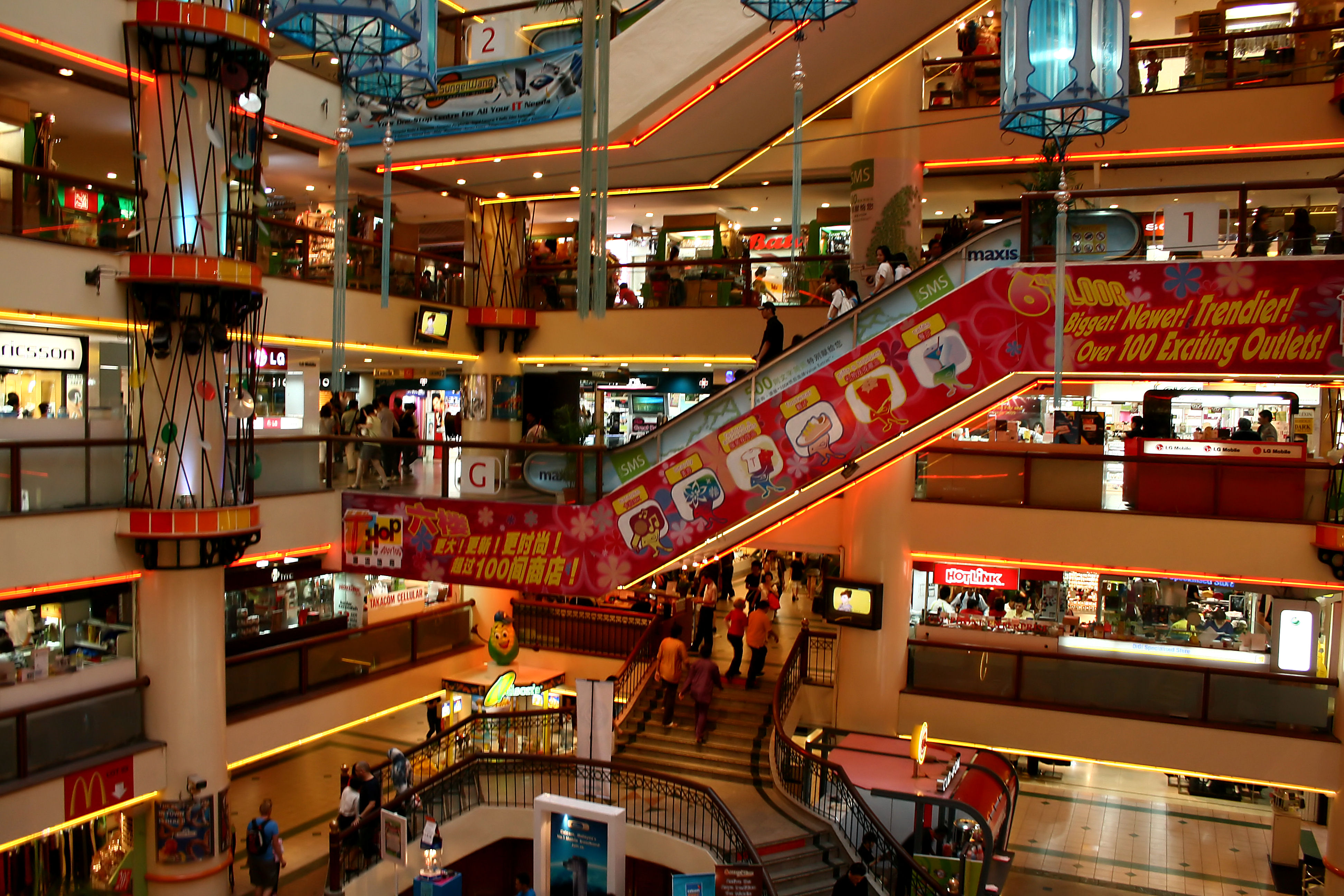
金河廣場的中庭
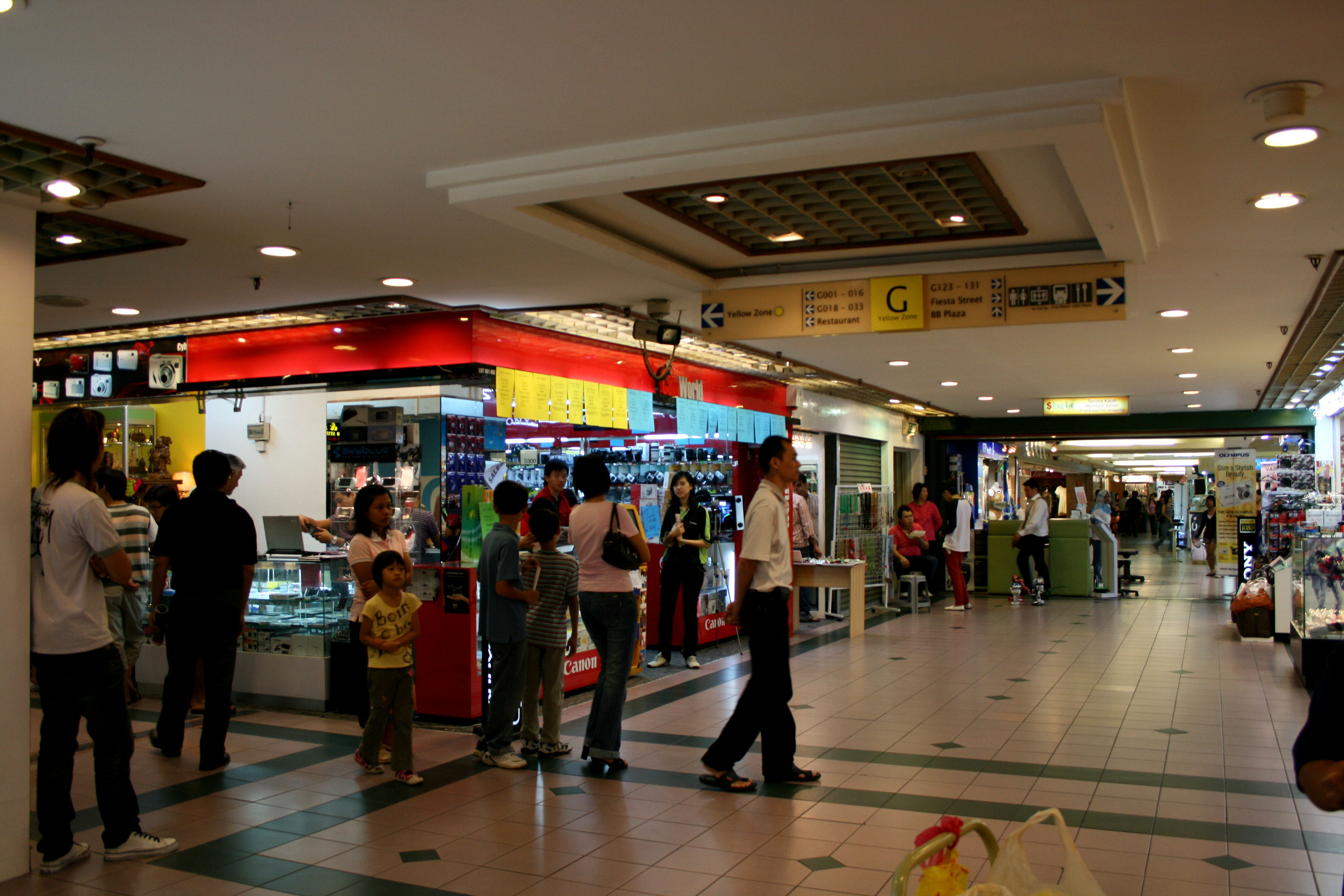
金河廣場的內部環境
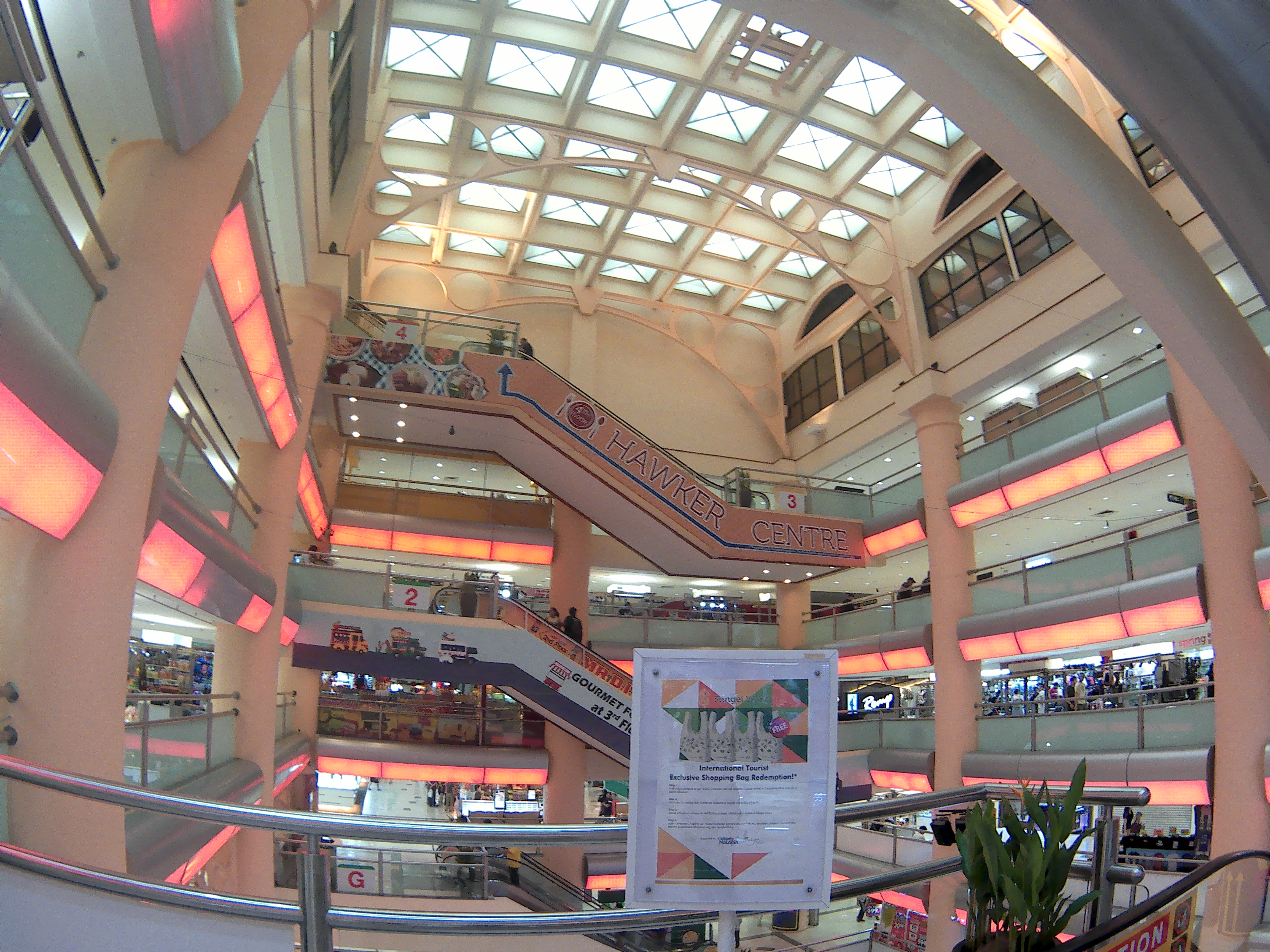
2017年年末金河广场内部
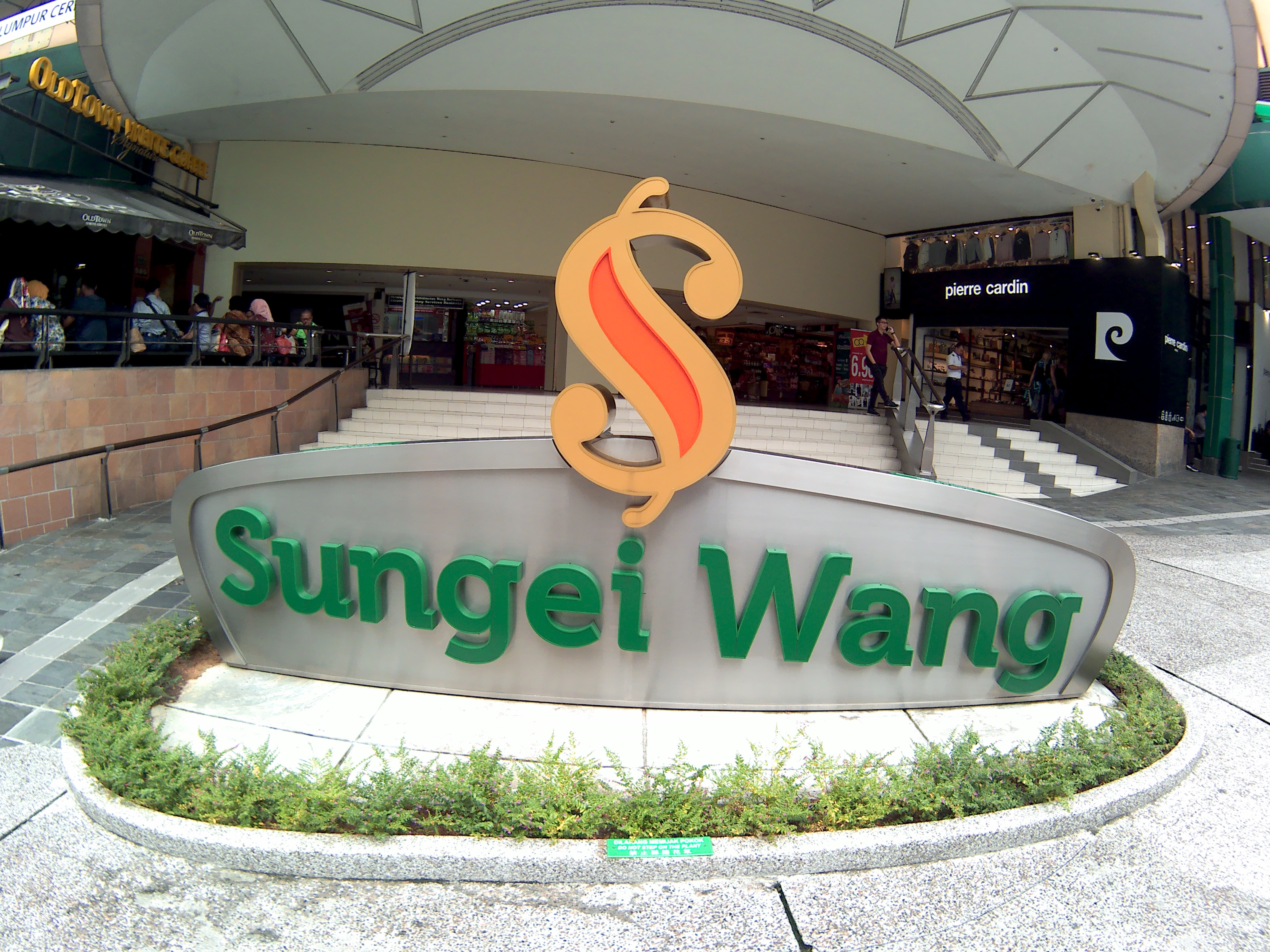
金河广场的标志牌

## 外部連結
- 官方網站 （页面存档备份，存于）